# Берники (муниципальное образование город Алексин)
Берники — деревня в Алексинском районе Тульской области.
Расстояние по автодорогам до центра Алексина составляет 35,5 км на север.

## История
Упоминается на плане Генерального межевания Тульского наместничества 1790 года как деревня Беркова.
По данным 1859 года Берники — владельческая деревня 2-го стана Алексинского уезда Тульской губернии при колодце, в 18 верстах от уездного города Алексина, с 30 дворами и 243 жителями (127 мужчин, 116 женщин).
В 1912 году в уезде была проведена подворная перепись. Деревня Берники относилась к Берниковскому сельскому обществу Першинской волости, ранее принадлежала Делянову и Арапетову. Имелось 64 хозяйства (из них 52 наличных приписных и 12 отсутствующих), 315 человек (149 мужчин и 166 женщины) наличного населения (из них 119 грамотных и полуграмотных и 25 учащихся).
Имелось 118 земельных наделов, всего 361,7 десятин надельной земли, а также 6,6 десятин купленной и 37,7 десятин удобной арендованной земли. 42,5 десятин удобной земли было сдано в аренду.
В пользовании наличных хозяйств находилось 271,6 десятин пашни, 34,4 десятины сенокоса, 10,6 десятин усадебной земли, всего 332,2 десятин удобной земли.
Под посевами находилось 185,6 десятин земли (в том числе 4,8 десятин усадебной), из неё озимая рожь занимала 93,2 десятины и пшеница — 8 десятин, яровой овёс — 55,1 десятины, картофель — 12, чечевица — 7,3, гречиха — 4,8, лён — 3,5 десятины, прочие культуры (в основном конопля) — 1,7 десятины.
У жителей было 53 лошади, 123 головы КРС, 127 овец и 63 свиньи; 2 хозяйства держало 45 ульев пчёл.
Промыслами занимались 79 человек: 13 — местными (в основном в своём селе) и 66 отхожими (в основном в Москве и в Тульской губернии), из них 22 столяра, 15 паркетчиков, 7 печников.
По переписи 1926 года деревня Малые Берники входила в состав Першинского сельсовета Алексинского района, имелось 58 крестьянских хозяйств и 273 жителя (117 мужчин, 156 женщин).
Ко Второй мировой войне число дворов уменьшилось до 46.
На карте 1989 года обозначена как деревня с населением около 30 человек. По переписи 2002 года население деревни, входящей в Поповский сельский округ, составляло 21 человек (из них 95 % русских), в 2010 году — деревня Авангардского сельского поселения, 8 человек (3 мужчины, 5 женщин).

## Население
| 2010 |
| ---- |
| 8    |